# Палу-дель-Ферсіна
Палу-дель-Ферсіна (італ. Palù del Fersina, вен. Palù del Fersina) — муніципалітет в Італії, у регіоні Трентіно-Альто-Адідже, провінція Тренто.
Палу-дель-Ферсіна розташоване на відстані близько 480 км на північ від Рима, 20 км на схід від Тренто.
Населення — 178 осіб (2014).
Щорічний фестиваль відбувається 22 липня. Покровитель — Santa Maria Maddalena.

## Демографія
Населення за роками:

Станом на 1 січня 2023 року в муніципалітеті офіційно проживали 3 іноземці з 3 країн, серед них 1 громадянин України.

## Сусідні муніципалітети
- Базельга-ді-Піне
- Бедолло
- Фієроццо
- Сант'Орсола-Терме
- Тельве
- Тельве-ді-Сопра
- Торченьйо